# Radiostacja RRC-9310
Radiostacja RRC–9310 – ultrokrótkofalowa radiostacja nadawczo-odbiorcza stosowana w Siłach Zbrojnych Rzeczypospolitej Polskiej.
Radiostacja produkcji polskiej . Jest radiostacją pokładową czołgów, wozów opancerzonych i wozów dowodzenia, ale po spieszeniu może być też radiostacją dowódcy plutonu i kompanii (baterii) obsługiwaną przez radiooperatora.
| Dane taktyczno–techniczne   | Dane taktyczno–techniczne            |
| --------------------------- | ------------------------------------ |
| Rodzaj                      | modułowa                             |
| Zakres częstotliwości pracy | 30–88 MHz                            |
| odstęp kanałowy             | kanały co 25 kHz                     |
| Rodzaje, techniki pracy     | FH, FCS, DFF                         |
| rodzaje emisji i pracy      | telefonia F3E; transmisja danych F1D |
| Moc toru nadawczego         | 0,5 / 5 / 50 W                       |
| Wymiary                     | 290 × 139 × 340                      |
| Ciężar                      |                                      |
| Napięcie zasilania          | 18–33 V                              |